# Proevippa biampliata
Proevippa biampliata là một loài nhện trong họ Lycosidae.
Loài này thuộc chi Proevippa. Proevippa biampliata được William Frederick Purcell miêu tả năm 1903.